# SS Juve Stabia
Società Sportiva Juve Stabia  är en italiensk fotbollsklubb från Castellammare di Stabia. Klubbens färger är gult och blått. Laget spelar sina hemmamatcher på Stadio Romeo Menti.

## Historia
SS Juve Stabia bildades redan 1907 som Stabia Sporting Club. Klubben har sedan dess ombildats vid ett flertal tillfällen, senast 2002.
Klubben har tillbringat större delen av sin historia i lägre serier, men gjorde redan 1951-1952 sin första säsong i Serie B. Sejouren den gången blev dock kortvarig då man åkte ur redan första säsongen. Det skulle sedan dröja nästan 60 år innan klubben åter kvalificerade sig för Serie B våren 2011. Denna gång var man mer framgångsrik än under 1950-talet och slutade på en nionde plats.

## Spelare
Se Spelare i Juve Stabia